# Нура
Нура́ (каз. Нұра) — река в Казахстане. Самая крупная река Нура-Сарысуского бассейна. Сток реки Нуры направлен в озеро Тенгиз (внутренний бассейн), но в некоторые многоводные годы часть стока переливается в реку Ишим, далее в реку Иртыш, потом в реку Обь, которая впадает в Карское море.

## География
Река Нура берёт начало с западных отрогов гор Кызылтас и впадает в озеро Тенгиз. Длина реки составляет 978 км, площадь водосбора — 58,1 тыс. км². Протекает в пределах Казахского мелкосопочника.
Основными притоками реки Нура являются реки Шерубайнура (правый приток), Улкенкундызды, Ащысу, Матак (правые притоки) и Акбастау.
В некоторые многоводные годы часть стока переливается в реку Ишим около города Астана через речки: Саркырама, Мукыр, Козыкош. До появления Самаркандского водохранилища до 70 % воды уходило в Ишим через протоки Мухор (Мукыр) и Сакрома (Саркырама).
Территория речного бассейна относится к районам резко выраженного недостаточного увлажнения. Особенностью реки является то, что основной объём годового стока (до 90 % и выше) проходит в короткий период весеннего половодья. В летне-осенне-зимнюю межень расходы воды рек значительно уменьшаются.
Летом в верхнем течении пересыхает, зимой промерзает. Вода летом в низовьях солоноватая. Замерзает в начале ноября, вскрывается в апреле. На левом берегу реки находятся Алепаулские курганы, памятник бронзового века.

## Гидросооружения
- В 1941 году на реке было построено Самаркандское водохранилище
- Канал Иртыш — Караганда пересекает реку Нуру по дюкеру.
- Канал Нура — Ишим.
- Интумакская ГЭС мощностью 0,6 МВт на Интумакском водохранилище.

## Населённые пункты
Единственным городом, расположенным на берегах Нуры, является Темиртау. Другими крупными населёнными пунктами на реке являются посёлки Габидена Мустафина, Нура (Киевка), Ботакара.

## Загрязнение ртутью
Во второй половине XX века химический завод «Карбид», расположенный в Темиртау, сбросил в Нуру от 300 до 1000 тонн ртути, использовавшейся как катализатор. На некоторых участках реки не рекомендуется употреблять выловленную рыбу из-за её вероятного загрязнения ртутью. «К счастью», ртуть находится в «связанном» (сорбированном) состоянии и не представляет острой угрозы отравления, как это случилось в японском городе Минамата, где загрязнение моря ртутью, вызванное аналогичным заводом, привело к тяжелейшему ущербу для здоровья многих местных жителей.
С 2001 года по инициативе Правительства Казахстана осуществляется первый в СНГ масштабный проект по очистке реки от ртутных отложений. Проект финансируется совместно Казахстаном и Всемирным банком (World Bank). В настоящее время Проект завершен. 